# Atari DOS

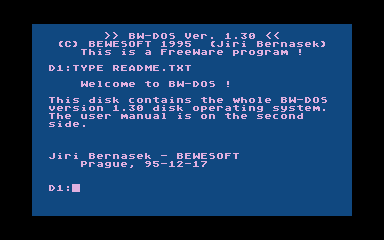
Atari DOS

Atari DOS – program działający na 8-bitowych komputerach Atari.
Wbrew nazwie, kojarzącej się z MS-DOS-em, AtariDOS nie jest systemem operacyjnym. Jest to doładowywana z dysku część systemu operacyjnego ośmiobitowych komputerów Atari odpowiedzialna za zarządzanie plikami, nie wszystkimi jednak, ale tylko dyskowymi. Z dzisiejszego punktu widzenia nie jest to więc system operacyjny, a jedynie wchodzący w jego skład tzw. filesystem driver.
Istnieje tu pewne – odległe, ale jednak – podobieństwo do koncepcji zastosowanej w systemie Unix, albowiem wszystkie urządzenia systemowe w ośmiobitowym Atari, wliczając w to edytor ekranowy (konsolę), klawiaturę itp., są plikami specjalnymi. Każdy z tych plików specjalnych dysponuje własnym programem obsługi (sterownikiem) – a jednym z nich jest właśnie AtariDOS, który jest sterownikiem pliku specjalnego dającego dostęp do rzeczywistych plików danych (regular files) zgromadzonych na dysku.
AtariDOS dzieli się standardowo na część rezydentną, stanowiącą właściwy sterownik, oraz część nierezydentną, stanowiącą powłokę dla całego systemu operacyjnego. Ta pierwsza część nazywa się DOS.SYS, ta druga DUP.SYS.
Istnieje kilka wersji AtariDOS-u:
- AtariDOS 1.0
- AtariDOS 2.0 (dwie odmiany: 2.0s i 2.0d)
- AtariDOS 2.5
- AtariDOS 3.0
- AtariDOS 4.0 (wydany nieoficjalnie)
- AtariDOS XE